# Пан (картина Врубеля)
«Пан» — картина русского художника Михаила Врубеля. Написана в 1899 году, относится к так называемому «Сказочному циклу» (в который входят также картины «Сирень», «Царевна-Лебедь», «К ночи», «Жемчужная раковина») и считается его вершиной.

## Сюжет
На картине изображён Пан — персонаж древнегреческой мифологии. Однако он изображён на фоне типичного северороссийского пейзажа (равнина, кривая берёза, лес, река), что роднит его с образом лешего. Над горизонтом встаёт старый Месяц, что позволяет говорить о том, что действие происходит в утренних сумерках. Пан представлен в виде морщинистого лысоватого старика с голубыми глазами, небольшими рогами, кучерявой бородой и узловатыми пальцами; он сидит, согнув левое колено, держа в правой руке свой неизменный атрибут — флейту Пана. Нижняя часть его тела покрыта чёрными волосами, которые в нижней части картины сливаются с землёй (из-за чего создаётся впечатление, что он вырастает из пня или прямо из земли). Данная трактовка образа героя как некоей самостоятельной, хтонической силы, тесно связанной с природой, характерна и для других картин «сказочного цикла» Врубеля. В образе Пана-Лешего, представленного на фоне сумеречной северной природы, Врубель пытался уловить «интимнейшую национальную ноту».
Голова напоминает голову на золотой монете из Пантикапея (350—320-е годы до н. э.), а в позе есть сходство с «Демоном сидящим» того же автора, однако тут взгляд обращён к зрителю.

## История создания
Картина была написана в 1899 году во время пребывания художника и его жены в имении княгини Марии Тенишевой (село Хотылёво, Брянск). Поначалу Врубель начал писать портрет жены на фоне лесного пейзажа, однако не окончил его и буквально за несколько дней написал на том же холсте новую картину. Источником вдохновения для Врубеля послужил рассказ Анатоля Франса «Святой сатир» (из цикла «Источник святой Клары»).
Сам художник называл данную картину именно «Сатир». Согласно замечанию И. Репина, на картине «плечо сатира смято».